# Craugastor escoces
Craugastor escoces är en groddjursart som först beskrevs av Savage 1975.  Craugastor escoces ingår i släktet Craugastor och familjen Craugastoridae. IUCN kategoriserar arten globalt som utdöd. Inga underarter finns listade i Catalogue of Life.